# حب إلى الأبد (فلم 1959)
حب إلى الأبد (بالإنجليزية: Forever Yours (1959 film)) هو فيلم دراما تم إنتاجه في مصر وصدر في سنة 1958. الفيلم من إخراج يوسف شاهين.

## بطولة
- محمود المليجي
- نادية لطفي
- أحمد رمزي
- خيرية خيري

## روابط خارجية
- مقالات تستعمل روابط فنية بلا صلة مع ويكي بيانات